# Andrés Rodríguez Fernández
Andrés Guillermo Rodríguez Fernández (San Juan, 27 febbraio 1981) è un ex cestista portoricano con cittadinanza dominicana.

## Carriera
Con Porto Rico ha dsisputato due edizioni dei Campionati americani (2011, 2013).

## Palmarès
- Coppa di Slovenia: 1

Union Olimpija: 2005
- Copa Príncipe de Asturias: 1

Obradoiro: 2011